# Kogda rasschoditsja tuman
Kogda rasschoditsja tuman (Когда расходится туман) è un film del 1970 diretto da Jurij Michajlovič Vyšinskij.